# Канаська сільська рада
Кана́ська сільська рада (рос. Канашский сельский совет) — сільське поселення у складі Шадрінського району Курганської області Росії.
Адміністративний центр та єдиний населений пункт — село Канаші.
Населення сільського поселення становить 1403 особи (2017; 1450 у 2010, 1628 у 2002).